# Новониколаевка (Ханкайский район)
В Ольгинском районе Приморья тоже есть село Новониколаевка
Новониколаевка — село в Ханкайском районе Приморского края России.
Входит в состав муниципального образования Сельское поселение Октябрьское, в который входят сёла Люблино, Майское, Новониколаевка и Октябрьское.

## История
Поселок Ново-Николаевский Платоно-Александровского станичного округа был основан казаками переселенцами из Первого военного отдела Оренбургского казачьего войска на берегу озера Ханка в 1898 году. Благодаря щедрой Войсковой помощи, казаки-переселенцы сразу смогли закупить большое количество лошадей и скота. В поселке была построена большая деревянная церковь, в которую приходили жители из соседник сел.
В 30-е годы, в период коллективизации и раскулачивания, была выслана половина жителей села. Церковь разобрана и вывезена. В 1930 году в селе образовался колхоз «Сосновый остров», который выращивал пшеницу, ячмень, овес. Урожаи получали неплохие, но из-за наводнений не всегда удавалось его убрать полностью. Единственным очагом культуры в селе была начальная школа, которая расположилась в доме местных жителей высланных в Сибирь. В школе работала передвижка, один раз в месяц показывали кинофильмы. При школе же был и медпункт.
С началом Великой Отечественной войны многие мужчины ушли на фронт, в память о погибших и воевавших на фронтах односельчане поставили у клуба небольшой памятник. В 1947 году колхоз «Сосновый бор» был переименован в колхоз «имени Жданова». В 1967 году колхоз стал 4-м отделением совхоза «Авангард». Были построены контора отделения, зерносушилка, животноводческие помещения. Основным направлением хозяйства стало рисоводство. Совхоз был рентабельным, ежегодно перевыполнял план по сдаче животноводческой продукции, ранних зерновых, риса и сои. Появились новые животноводческие помещения, зерносклад, удобные двухквартирные дома, детский сад, построены медпункт и клуб.

## Население
| 2002 | 2005 | 2010 |
| ---- | ---- | ---- |
| 268  | ↘262 | ↘233 |